# Бекар

знак бекар перед нотою фа

Бека́р (фр. bécarre, дослівно — «бе» квадратне) — в музичній нотації
знак альтерації ({\displaystyle \natural }), що означає скасування раніше призначеного знака бемоль або дієз для тієї ноти, перед якою він стоїть. Бекар діє до кінця такту.
У минулому використовували також знак дубль-бекар {\displaystyle \natural \natural }, що скасовував подвійну альтерацію (дубль-бемоль або дубль-дієз). У сучасності використовується лише звичайний бекар.
У таблиці Юнікод є спеціальний символ для бекара «♮» (код U+266Е).